# ノー・アブソリュート・タイム
『ノー・アブソリュート・タイム』（No Absolute Time）は、フランス人ヴァイオリニスト、ジャン＝リュック・ポンティが1993年に発表したスタジオ・アルバム。

## 背景
ポンティは1980年代後半にコロムビア・レコードから2作のアルバムを発表し、その後エピック・レコードから前作『チョコラ』（1991年）を発表したが、本作で古巣のアトランティック・レコードに復帰した。エレクトロニクス・サウンドと西アフリカのリズムを融合した作風で、参加メンバーのうちマーティン・アタンガナ、ガイ・サング、アブドゥー・ムブープ、シドニー・チャムはカメルーン出身、モクタル・サンバはモロッコ出身である。

## 反響・評価
アメリカでは『ビルボード』のコンテンポラリー・ジャズ・アルバム・チャートで5位を記録した。Richard S. Ginellはオールミュージックにおいて5点満点中3点を付け「ポンティがいかなる変化を遂げてきたとしても、彼の音楽には他の誰とも違うヨーロッパ大陸的な気品がある」と評している。

## 収録曲
全曲ともジャン＝リュック・ポンティ作。
1. ノー・アブソリュート・タイム - "No Absolute Time" - 5:42
2. サヴァンナ - "Savannah" - 9:18
3. ロスト・イリュージョンズ - "Lost Illusions" - 5:03
4. ダンス・オブ・ザ・スピリッツ - "Dance of the Spirits" - 4:59
5. フォーエヴァー・トゥゲザー - "Forever Together" - 5:46
6. カラカス - "Caracas" - 3:53
7. アフリカン・スピリット - "The African Spirit" - 4:58
8. スピーク・アウト - "Speak Out" - 6:23
9. ブルー・マンボ - "Blue Mambo" - 6:12
10. チャイルド・イン・ユー - "The Child in You" - 4:34

## 参加ミュージシャン
- ジャン＝リュック・ポンティ - ヴァイオリン、キーボード、シンセサイザー
- マーティン・アタンガナ - ギター(on #2, #5, #6, #7, #8, #9)
- ケヴィン・ユーバンクス（英語版） - ギター・ソロ(on #9)
- ウォーリー・ミンコ - キーボード(on #1, #6, #7)、ピアノ(on #2, #3, #4, #5)
- ガイ・サング - ベース
- モクタル・サンバ - ドラムス(on #1, #3, #5, #6, #7, #8, #9)、パーカッション(#1, #5, #6)
- アブドゥー・ムブープ - パーカッション
- シドニー・チャム - パーカッション(on #2, #4, #10)